# Luis de la Pica
Luis Cortés Barca, conocido por su nombre artístico Luis de la Pica (Jerez de la Frontera el 31 de julio de 1951-ib. 7 de agosto de 1999), fue un cantaor y compositor flamenco español que destacó por soleares y bulerías.

## Biografía

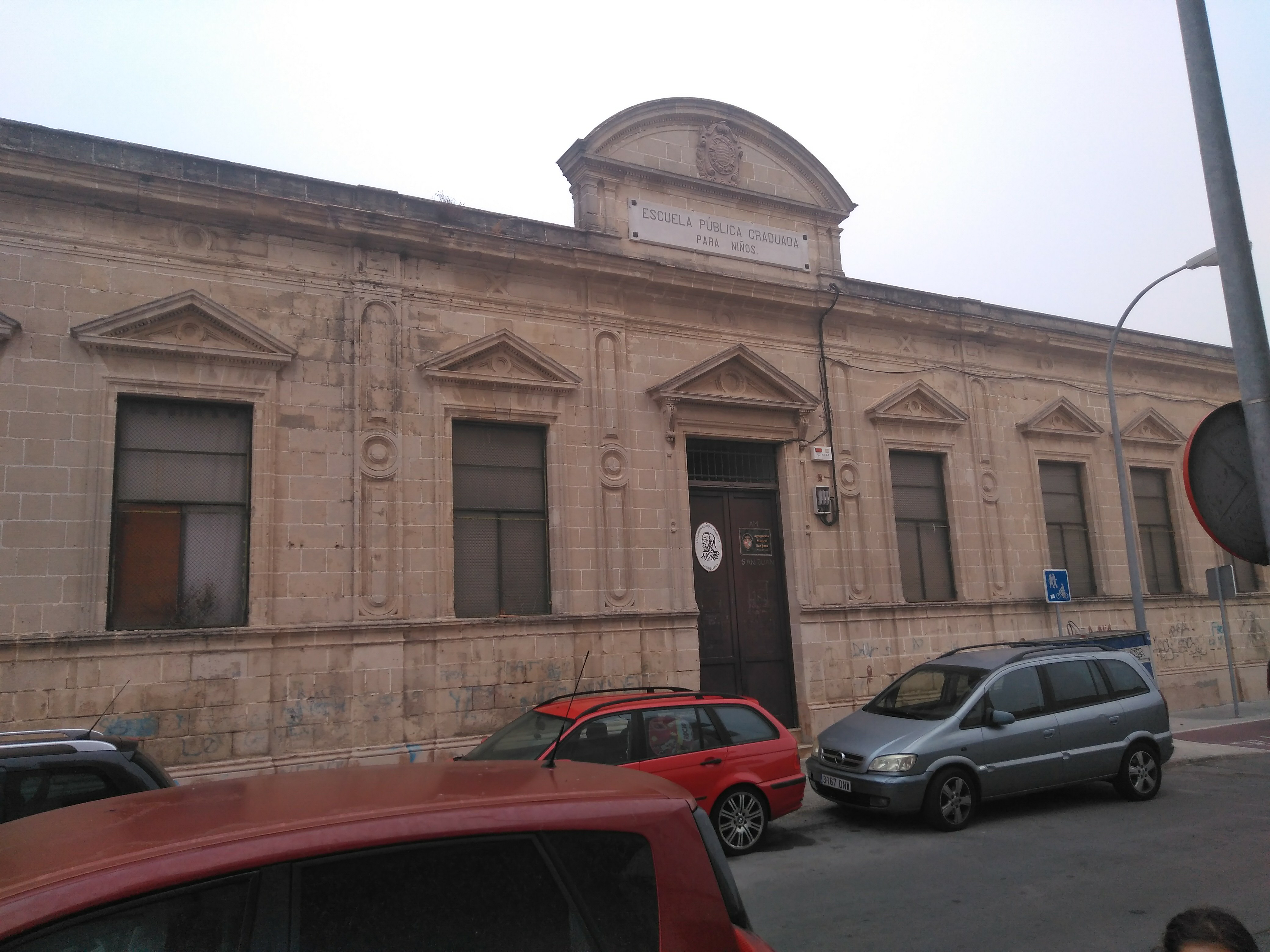
Peña Flamenca Luis de la Pica (Jerez de la Frontera, España)

Nacido en el barrio de Santiago de Jerez de la Frontera el 31 de julio de 1951. Llamado «de la Pica» en honor de su madre, María, a quien de pequeña llamaban La Piquita.
Sus composiciones han sido interpretadas por artistas como Niña Pastori, Chano Domínguez o Aurora Vargas. Personaje bohemio, nunca grabó ningún disco, excepto una participación en el de los Juncales —Los Juncales de Jerez. Cayos reales—. Prefería las actuaciones en directo en diversos puntos de la geografía andaluza. Amigo de Camarón de la Isla y del torero Curro Romero, su grito de guerra era «¡Viva Paula y Terremoto!» Era un personaje muy admirado y respetado dentro del mundo flamenco de Jerez, Sevilla, San Fernando...
Falleció a los 48 años el 7 de agosto de 1999 de un infarto de miocardio.

## Reconocimiento póstumo

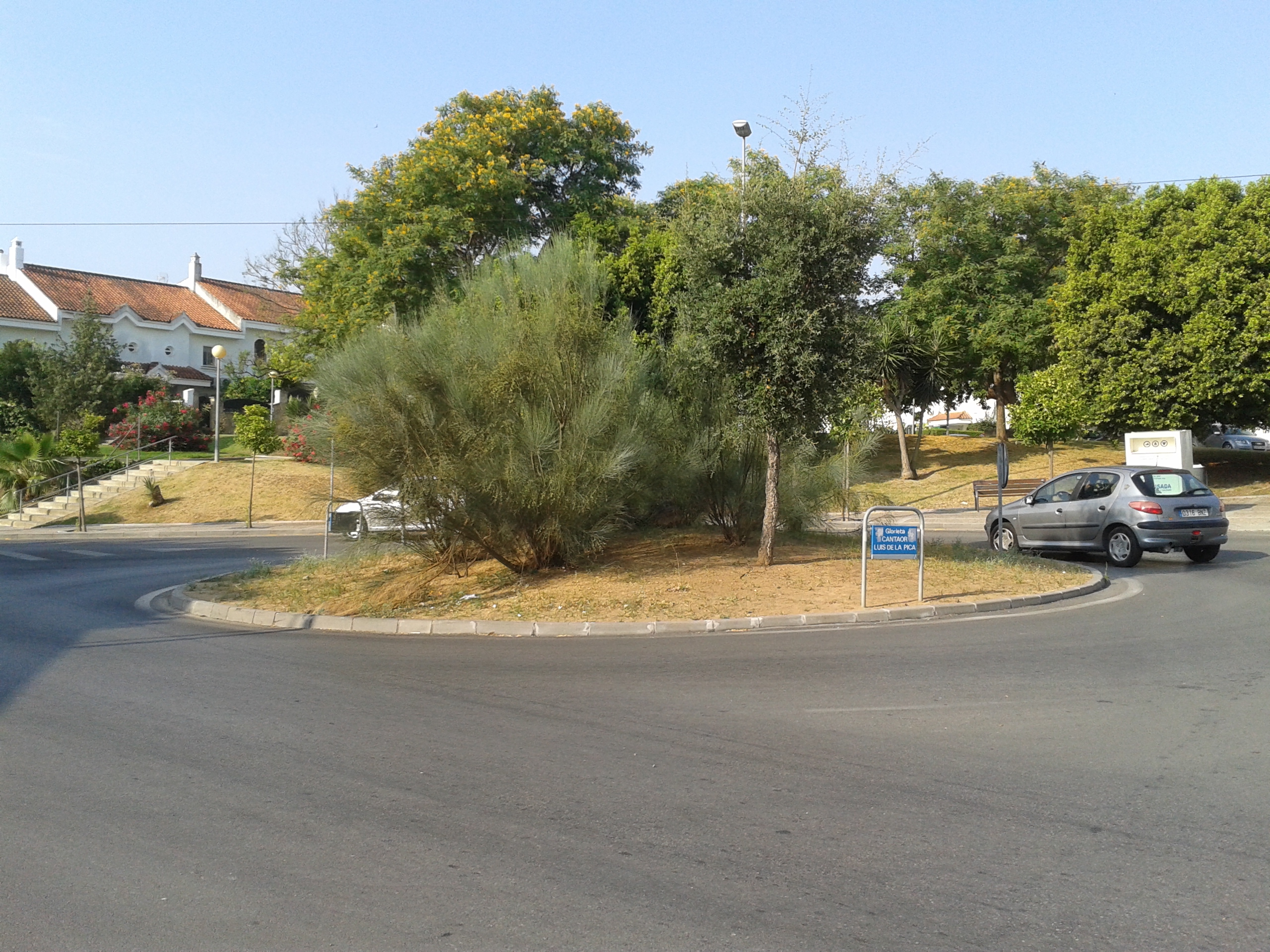
Glorieta en su honor

Ocho años después de su fallecimiento se edita un libro, Luis de la Pica. El duende taciturno, sobre su vida y obra que incluye un disco con algunas grabaciones inéditas, obra de Alfredo Grimaldos, crítico de flamenco del periódico El Mundo.
El 14 de julio de 2007 se celebra en Jerez de la Frontera un histórico concierto homenaje con la participación de artistas como Moraíto, Manuel Molina, Niña Pastori, Remedios Amaya, el Farru, Maita Vende Ca, Diego de la Margara, Navajita Plateá, Anabel Valencia, Jesus Méndez, Fernando Terremoto, Rafael de la Gabriela, Diego del Morao, Niño Jero y Manuel de Periquín, entre otros, además de varias familias y cuadros flamencos jerezanos.
Existe una peña flamenca en su honor.